# Saint-Vaast-de-Longmont
Saint-Vaast-de-Longmont ist eine französische Gemeinde mit 647 Einwohnern (Stand 1. Januar 2022) im Département Oise in der Region Hauts-de-France (vor 2016 Picardie); sie gehört zum Arrondissement Senlis und zum Kanton Crépy-en-Valois.

## Geographie
Die Gemeinde Saint-Vaast-de-Longmont liegt in der Landschaft Valois, 32 Kilometer südsüdwestlich von Compiègne. Im Nordosten reicht das Gemeindegebiet von Saint-Vaast bis an das Flusstal der Automne. Umgeben wird Saint-Vaast-de-Longmont von den Nachbargemeinden Verberie im Westen und Norden, Saintines im Nordosten und Osten, Néry im Osten und Süden sowie Raray im Südwesten.

## Bevölkerungsentwicklung
| Jahr                       | 1962 | 1968 | 1975 | 1982 | 1990 | 1999 | 2006 | 2012 | 2021 |
| -------------------------- | ---- | ---- | ---- | ---- | ---- | ---- | ---- | ---- | ---- |
| Einwohner                  | 211  | 204  | 300  | 454  | 515  | 539  | 588  | 629  | 640  |
| Quellen: Cassini und INSEE |      |      |      |      |      |      |      |      |      |

## Sehenswürdigkeiten
- Kirche Saint-Vaast, seit 1883 Monument historique
- Schloss Cappy
- ehemaliges Lavoir

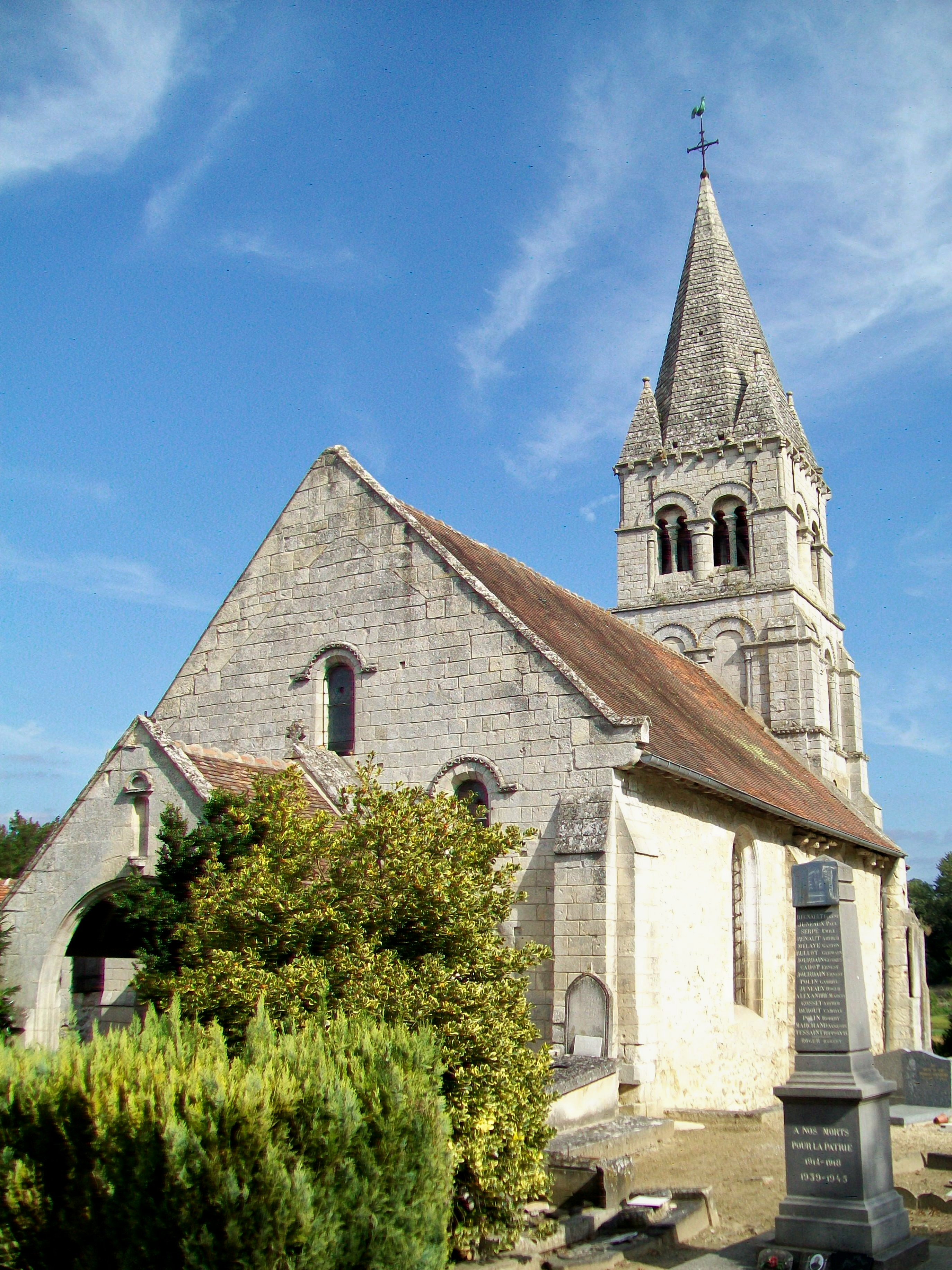
Kirche Saint-Vaast
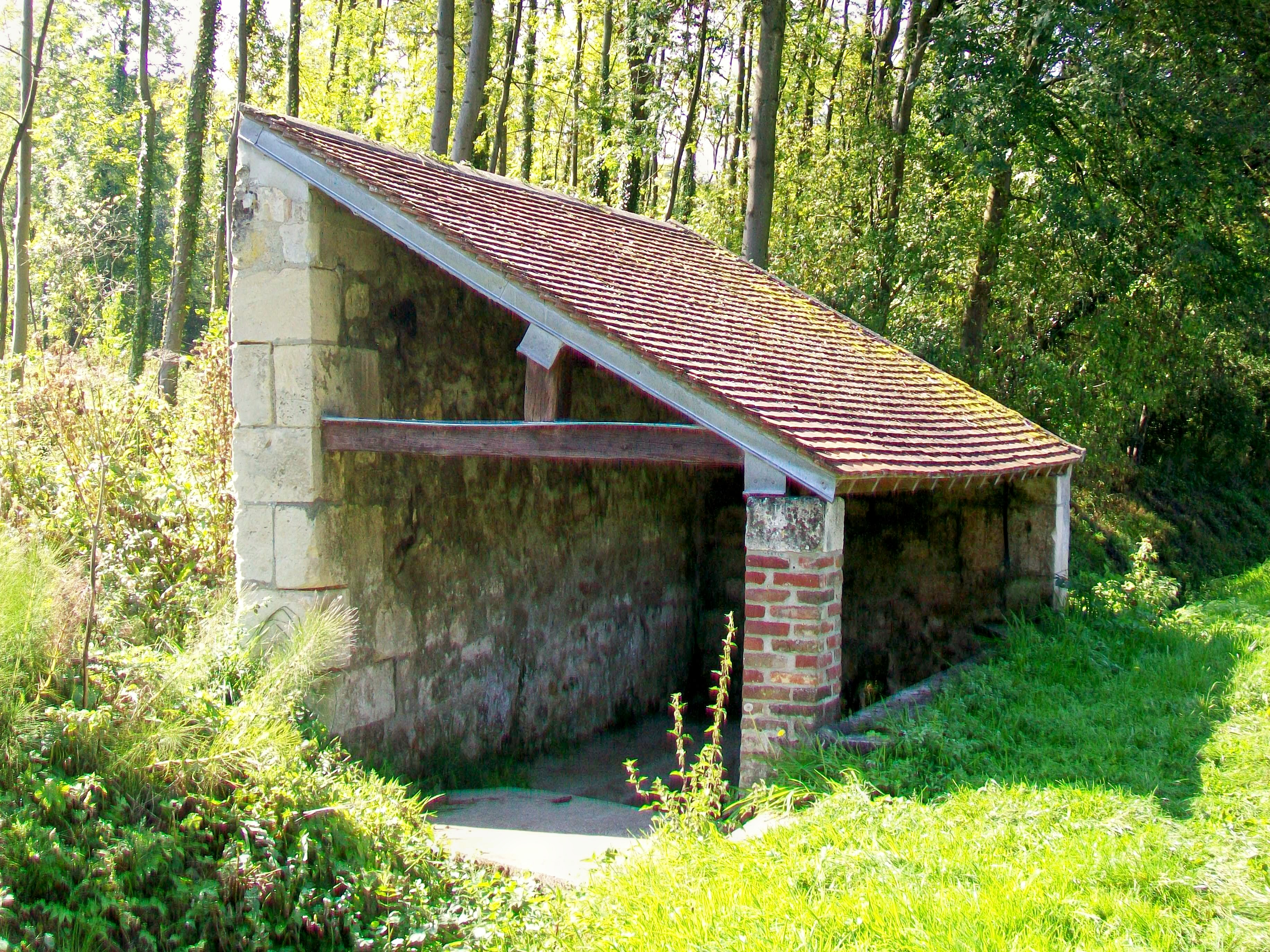
Ehemaliges Lavoir
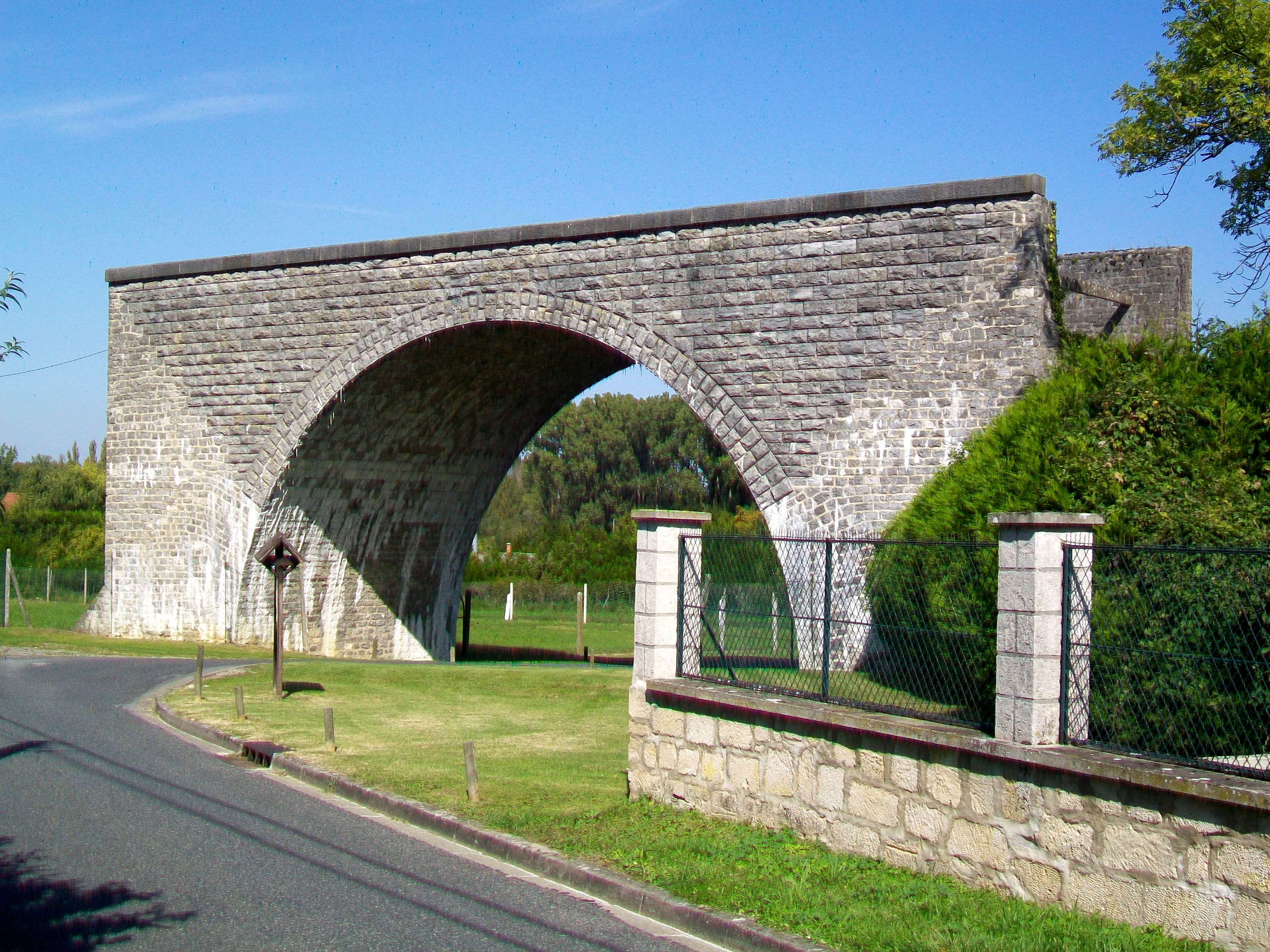
Brücke der stillgelegten Eisenbahnstrecke von Aulnay nach Rivecourt
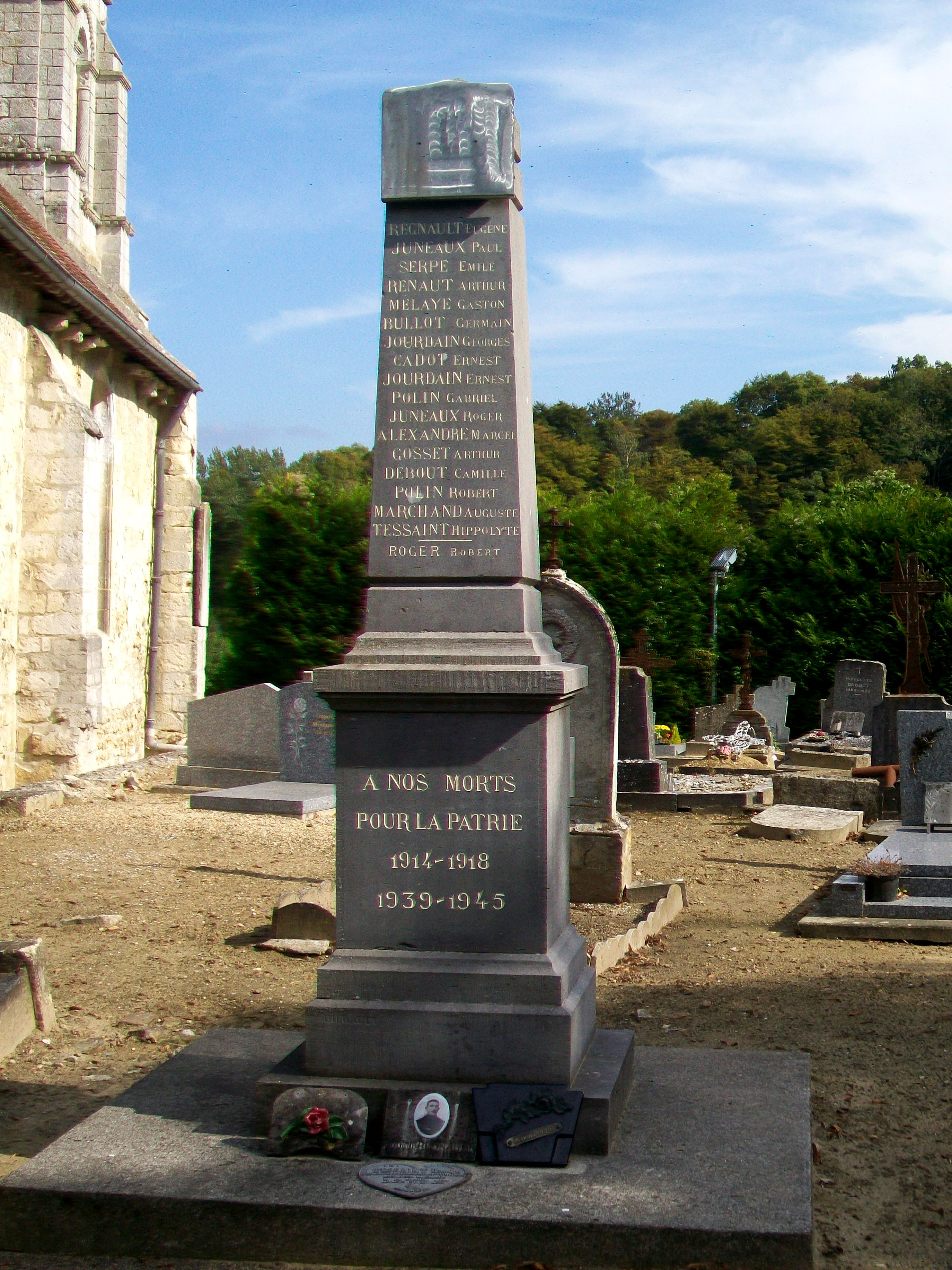
Gefallenendenkmal